# Jin Ziwei
Jin Ziwei (chinesisch 金紫薇, Pinyin Jīn Zǐwēi; * 17. Oktober 1985 in Shenyang) ist eine chinesische Ruderin.
Jin Ziwei belegte mit dem chinesischen Achter den vierten Platz bei den Olympischen Spielen 2004. 1986 nahm sie zwar am Weltcup im Doppelzweier und im Doppelvierer teil, bei den Weltmeisterschaften in Eton trat sie jedoch erneut im Achter an und belegte wie bei den Olympischen Spielen 2004 den vierten Platz. 
Beim Weltcup in Amsterdam 2007 siegte der chinesische Doppelvierer mit Tang Bin, Jin Ziwei, Xi Aihua und Feng Guixin. Bei den Weltmeisterschaften in München gewann der chinesische Doppelvierer die Bronzemedaille hinter den Britinnen und den Deutschen. Die vier Ruderinnen, die 2007 Weltmeisterschaftsbronze gewonnen hatten, siegten 2008 bei der Weltcupregatta in Luzern. Bei den Olympischen Spielen 2008 in Peking saß Zhang Yangyang für Feng Giuxin im Boot. Vor heimischem Publikum gewannen die vier Chinesinnen die Goldmedaille im Doppelvierer, die erste und bislang (Stand 2012) einzige olympische Rudergoldmedaille für die Volksrepublik China. 
Nach einer Pause 2009 ruderte Jin Ziwei 2010 wieder im chinesischen Doppelvierer und belegte den siebten Rang bei den Weltmeisterschaften auf dem Lake Karapiro. 2011 in Bled erreichte sie mit dem Doppelvierer den fünften Platz im A-Finale. Den fünften Platz belegte der chinesische Doppelvierer mit Jin Ziwei auch bei den Olympischen Spielen 2012.